# Пъркимънс (окръг, Северна Каролина)
Окръг Пъркимънс (на английски: Perquimans County) е окръг в щата Северна Каролина, Съединени американски щати. Площта му е 852 km², а населението – 13 335 души (2016). Административен център е град Хъртфорд.